# Габу (комуна)
Комуна Габу (швед. Habo kommun) — адміністративно-територіальна одиниця місцевого самоврядування, що розташована в лені Єнчепінг у південній Швеції.
Габу 193-а за величиною території комуна Швеції. Адміністративний центр комуни — місто Габу.

## Населення
Населення становить 13 275 чоловік (станом на 31 грудня 2023 року). 
| Кількість населення комуни Габу за 1970-2010 роки | Кількість населення комуни Габу за 1970-2010 роки | Кількість населення комуни Габу за 1970-2010 роки | Кількість населення комуни Габу за 1970-2010 роки | Кількість населення комуни Габу за 1970-2010 роки |
| ------------------------------------------------- | ------------------------------------------------- | ------------------------------------------------- | ------------------------------------------------- | ------------------------------------------------- |
| Рік                                               |                                                   |                                                   | Населення                                         |                                                   |
| 1970                                              | 1970                                              |                                                   | 5 666                                             | 5 666                                             |
| 1975                                              | 1975                                              |                                                   | 6 675                                             | 6 675                                             |
| 1980                                              | 1980                                              |                                                   | 8 085                                             | 8 085                                             |
| 1985                                              | 1985                                              |                                                   | 8 761                                             | 8 761                                             |
| 1990                                              | 1990                                              |                                                   | 9 498                                             | 9 498                                             |
| 1995                                              | 1995                                              |                                                   | 9 577                                             | 9 577                                             |
| 2000                                              | 2000                                              |                                                   | 9 578                                             | 9 578                                             |
| 2005                                              | 2005                                              |                                                   | 9 842                                             | 9 842                                             |
| 2010                                              | 2010                                              |                                                   | 10 741                                            | 10 741                                            |
| Джерело: SCB                                      |                                                   |                                                   |                                                   |                                                   |

## Населені пункти
Комуні підпорядковано 3 міські поселення (tätort) та низка сільських, більші з яких:
- Габу (Habo)
- Фуруше (Furusjö)
- Фаґергульт (Fagerhult)
- Баскарп (Baskarp)
- Еббарп (Ebbarp)
- Редон (Rödån)

## Виноски
1. ↑  Folkmängd och befolkningsförändringar - Kvartal 4, 2023. Statistiska Centralbyrån (швед.). Statistikmyndigheten. Архів оригіналу за 22 лютого 2024. Процитовано 28 лютого 2024.